# Lubomir Pipkow
Lubomir Panajotow Pipkow, bułg. Любомир Панайотов Пипков (ur. 19 września 1904 w Łoweczu, zm. 9 maja 1974 w Sofii) – bułgarski kompozytor, pianista i pedagog muzyczny.

## Życiorys
Syn kompozytora Panajota Pipkowa, początkowo uczył się od ojca kompozycji i gry na fortepianie. W latach 1919–1926 był studentem konserwatorium w Sofii, gdzie jego nauczycielami byli Henrich Wizner (fortepian) i Dobri Christow (teoria). Od 1926 do 1932 roku przebywał w Paryżu, gdzie studiował w École Normale de Musique u Nadii Boulanger i Paula Dukasa (kompozycja) oraz Yvonne Lefébure (fortepian). W roku 1932 wrócił do kraju, w latach 1944–1947 był dyrektorem opery w Sofii. Od 1948 roku był profesorem zespołów wokalnych w konserwatorium sofijskim. Był jednym ze współzałożycieli powołanego w 1933 roku towarzystwa Sywremenna Muzika, przekształconego później w związek kompozytorów bułgarskich, którego przewodniczącym był w latach 1947–1954. W 1950 roku otrzymał tytuł Zasłużonego Artysty, a w 1952 roku Ludowego Artysty.

## Twórczość
Należał do współtwórców bułgarskiego stylu narodowego, był pierwszym bułgarskim kompozytorem, który napisał kwartet smyczkowy. W swoich kompozycjach czerpał z bułgarskiego folkloru muzycznego, wprowadzał motywy z ludowych pieśni i tańców, tworząc złożone układy politonalne i polimodalne. Wiele z jego kompozycji ma podniosły, heroiczno-epicki charakter, czerpiący z tematyki legendarnej, narodowej i antyfaszystowskiej, po 1945 roku podporządkował się wymaganiom socrealizmu. W połowie lat 50. odszedł od inspiracji tematyką ludową, wprowadzając w swoich kompozycjach bardziej współczesne środki wyrazu.

## Wybrane kompozycje
(na podstawie materiałów źródłowych)

### Utwory orkiestrowe
- 4 symfonie (I 1940, II 1955, III na 2 fortepiany, trąbkę, orkiestrę smyczkową i perkusję 1965, IV na orkiestrę smyczkową 1970)
- suita Prolet nad Trakija na orkiestrę kameralną (1935)
- Uwertura heroiczna (1949)
- wariacje Pytuwane iz Ałbanija na orkiestrę smyczkową (1950)
- Koncert na skrzypce i orkiestrę (1951)
- Koncert na fortepian i orkiestrę (1954)
- Koncert na wiolonczelę i orkiestrę (1960)
- Koncert na klarnet i orkiestrę kameralną (1966)

### Utwory kameralne
- 3 kwartety smyczkowe (I 1928, II 1948, III z kotłami 1965)
- Koncert na instrumenty dęte drewniane, perkusję i fortepian (1929)
- Sonata na skrzypce i fortepian (1929)
- Trio fortepianowe (1930)
- Kwartet fortepianowy (1938)
- Burleska na skrzypce i fortepian (1948)
- Grobyt na partizanina na róg i fortepian (1948)

### Utwory fortepianowe
- 22 wariacje (1923)
- Suita bułgarska (1928)
- Pastorał (1944)
- Starinen tanc (1946)
- Prelud (1948)
- Metroritmiczni kartini i studii (1972)
- Proletni priumici (1972)
- Ot 1 do 15 (1973)

### Utwory chóralne
- 4 madrygały (1968)
- 3 pieśni ludowe Djawołsko dyrwo (1971)
- 4 Prigłuszeni pesni na chór żeński (1972)

### Utwory wokalno-instrumentalne
- Swatba na chór mieszany i orkiestrę (1934)
- suita pieśni ludowych Chajduszka pianina na głos i orkiestrę kameralną (1936)
- 5 pieśni na głos i orkiestrę kameralną (1938)
- Oratorija za naszeto wreme na recytatora, bas, chór mieszany, chór dziecięcy i orkiestrę (1959)
- 5 pieśni na sopran, bas i orkiestrę kameralną (1964)

### Opery
- Janinite dewet bratja (wyst. Sofia 1937)
- Momcził (wyst. Sofia 1948)
- Antygona 43 (wyst. Ruse 1963)